# أيراتو كوزاكو ماركولي
أيراتو كوزاكو ماركولي أو ماركوليس (باليونانية: Ερατώ Κοζάκου-Μαρκουλλή) (ليماسول، 1949 –) سياسية قبرصية، وزيرة خارجية قبرص منذ 5 أغسطس 2011.

## نشأتها وتعليمها
ولدت أيراتو كوزاكو في ليماسول في سنة 1949. أبوها، جورج كوزاكوس، كان طبيب قلبية، وأمها فارفارا تيكمنتشوفا. درست في جامعة أثينا الحقوق (تخرجت في 1972) ثم القانون العام والعلوم السياسية (تخرجت في 1974). ثم حصلت على الدكتوراه في علم الاجتماع والعلوم السياسية في سنة 1979 من جامعة هلسنكي.

## مسيرتها المهنية
خدمت وزيرة للخارجية من يوليو 2007 حتى مارس 2008 في عهد الرئيس تاسوس بابادوبولوس، ثم وزيرة للاتصالات والأشغال من مارس 2008 حتى تعيينها وزيرة خارجية مرة أخرى في أغسطس 2011 في عهد الرئيس ديميتريوس خريستوفياس.
عملت سفيرة قبرص في عدد من البلدان وفي منظمة الأمم المتحدة.

## حياتها الشخصية
متزوجة من جورج ماركوليس طبيب أمراض الدم والأورام، ولديهما ابن واحد، بانوس ماركوليس.